# ريد براينت
ريد براينت (بالإنجليزية: Red Bryant)‏ هو لاعب كرة قدم أمريكية أمريكي، ولد في 18 أبريل 1984 في جاسبر في الولايات المتحدة.

## وصلات خارجية
- ريد براينت على موقع مرجع كرة القدم المحترفة.كوم (الإنجليزية)